# Reeto von Gunten
Reeto von Gunten (* 29. Juni 1963 in Grosshöchstetten) ist ein Schweizer Spoken-Word-Künstler, Radiomoderator und Autor.

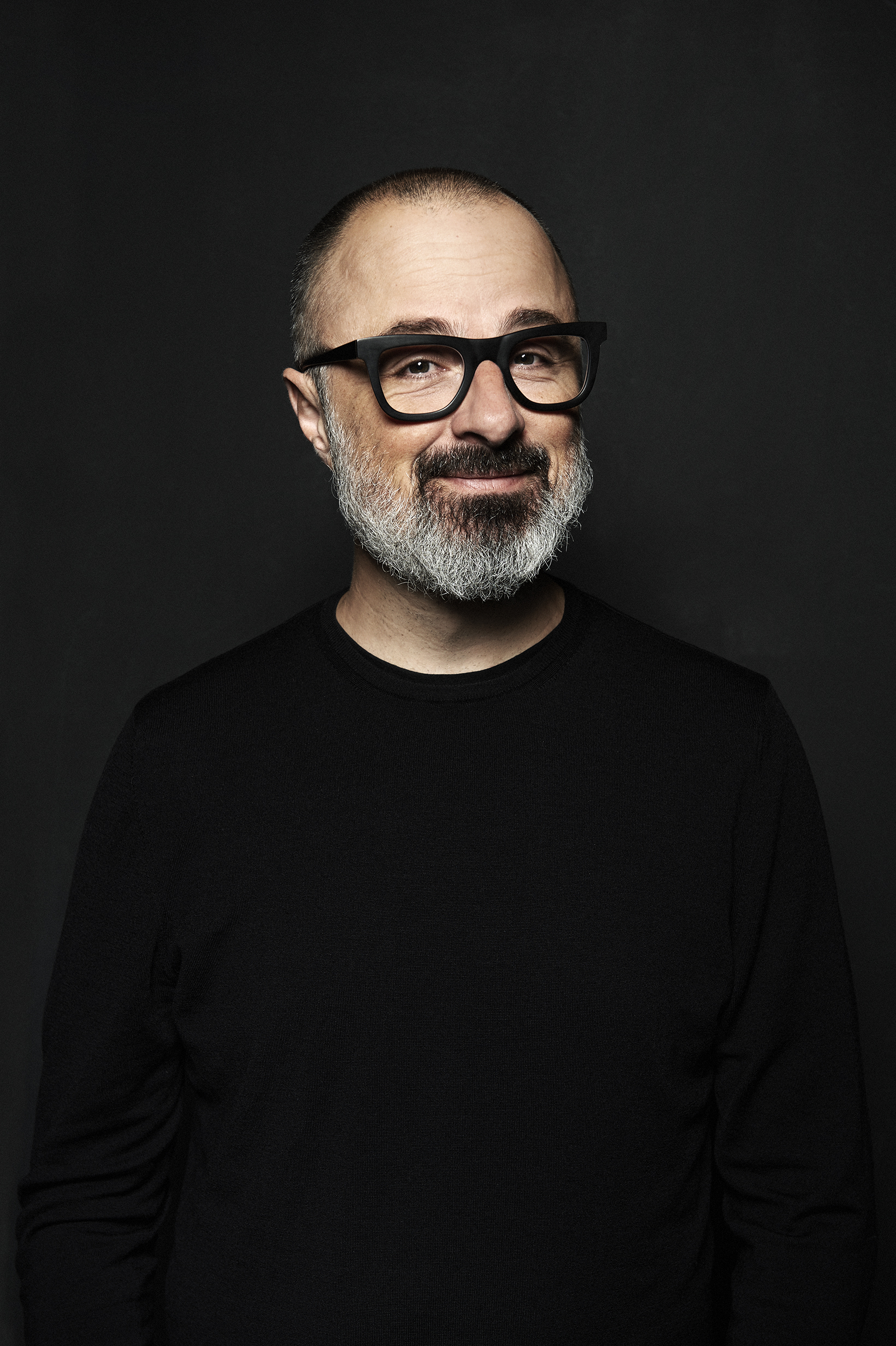
Reeto von Gunten, 2016

## Leben
Reeto von Gunten wuchs in Steffisburg im Kanton Bern auf. Nach dem Diplom (1984) zog er nach Bern und von dort für zwei Jahre nach New York, wo er das Lee Strasberg Theatre Institute besuchte. Nach seiner Rückkehr 1990 arbeitete er zunächst als Lehrer und moderierte dann von 1995 bis 2000 beim Schweizer Pop-Radiosender DRS 3 die Morgensendung «Szene». Anschliessend machte er sich selbständig und erntete sowohl mit seinen musikalischen Arbeiten als auch mit seinen Texten Lob und Anerkennung.
Seit 2004 ist er zurück beim reorganisierten DRS 3 (Name seit dem 16. Dezember 2012: Radio SRF 3), wo er sonntäglich die Morgensendung bestreitet. 
Mit den Drehbüchern zur Swisscom-Werbe-Sitcom «Beck & Bondi» avancierte er zu einem der gefragtesten Autoren. Er ist auch heute als Ghost Writer für diverse Marketingkampagnen tätig.
Seit 2003 tourt er erfolgreich als Spoken-Word-Künstler durch die Schweiz. Seine Lesungen und Diaabende gelten laut NZZ als «etwas vom hippsten», was man derzeit auf Kleinkunstbühnen erleben kann.
Reeto von Gunten ist zudem, gemeinsam mit Anna Engler, Gründer und Inhaber der Autor:innenwerkstatt Atelieer, die es sich zum Ziel gemacht hat, mit Hilfe des Kollektivs Lesungen und Spoken-Word-Anlässe zu entwickeln und diese einem breiten Publikum zugänglich zu machen. Atelieer veröffentlicht zudem im Kleinverlag Bücher und anderes.
Er ist verheiratet, zweifacher Vater und lebt in Zürich.

## Shows
- 2023– : Originaal. Solo.
- 2021–2023: 2050 – clever vorgesorgt. Lesung solo.
- 2021: Varia schonmal ganz ok. Lesung mit dem Atelieer Ensemble (Häberli Oggier, Olivia El Sayed).
- 2019–2023: Alltag Sonntag – Der neue Diaabend. Diaabend solo.
- 2017–2019: Single. Lesung solo.
- 2017: Zwischen den Zeilen. Lesung mit dem Atelieer Ensemble (Lorenz Häberli, Kathrin Hönegger, Manuel Liniger, Gülsha Adilji)
- 2015–2018: iSee three – Die Perfektion des Diaaabends. Diaabend solo.
- 2013–2015: Rear Window 2.0. – Lesung solo.
- 2015: We see, too. Lesung mit Lorenz Häberli, Skor, Gülsha Adilji, Rafi Hazera, Kathrin Hönegger, Gabriel Vetter.
- 2011–2013: iSee More – Die Revolution geht weiter. – Diaabend solo.
- 2010–2011: Lugihüng. – Lesung solo.
- 2008–2009: iSee – Die Revolution des Diaabends. – Diaabend solo.
- 2007–2008: Auesgarnidwahr. – Lesung solo.
- 2005–2006: Märli für Erwachsene. – Lesung zusammen mit dem Schweizer Komiker Beat Schlatter
- 2003–2004: Erschtunke & erloge. – Lesung solo.

## Werke
- 2023: Originaal. Liner Notes. Atelieer Verlag.
- 2022: Apfänzkaländr. Adventskalender. Atelieer Verlag.
- 2021: W.A.U. Wasi alles usgefunge (HA!). Gedanken. Atelieer Verlag.
- 2017: Single. Kurzgeschichten. Atelieer Verlag.
- 2015: Readymade Removables. Stickers. Atelieer Verlag.
- 2013: I.U.S.4.N.U.W.F.4.A. & Für aues wo isch gsii. Büchertaschen. En Soie & Atelieer Verlag.
- 2013: Removable, Too. Postcard Booklet. Atelieer Verlag.
- 2012: There ist if in Life. Edition. Atelieer Verlag.
- 2011: Removable. Postcard Booklet. Atelieer Verlag.
- 2008: iSee. Die Revolution des Diaabends. Echtzeit Verlag.
- 2007: Auesgarnidwahr. Berndeutsche Kurzgeschichten. Echtzeit Verlag.
- 2006: Nomau 35 Müglechkeite für Fortgschrtteni. Kartenspiel.
- 2005: 35 Müglechkeite fürnes bessers Läbe. Kartenspiel.
- 2003: Erschtunke & erloge. Hörbuch. Universal Music Switzerland.

## Auszeichnungen
- div. ADC, Gold, Silber und Bronze
- Edi, Gold und Bronze
- Effie, Gold